# Bias (Lot e Garonna)
Bias è un comune francese di 3 293 abitanti situato nel dipartimento del Lot e Garonna nella regione della Nuova Aquitania.

## Società

### Evoluzione demografica
Abitanti censiti